# Südpazifische Zyklonsaison 1994–1995
Die Südpazifische Zyklonsaison 1994–1995 war ein Wetterereignis und eine derjenigen tropischen Zyklonsaisons im Südpazifik mit sehr niedriger Aktivität, weil sich im südpazifischen Becken zwischen 160° O und 120° W nur drei tropische Wirbelstürme bildeten. Die Zyklonsaison dauerte vom 1. November 1994 bis zum 30. April 1995. Die erste Störung der Saison entwickelte sich am 12. November 1994, und das letzte System löste sich am 17. März 1995 auf. Der stärkste Zyklon während der Saison war der Schwere tropische Zyklon Violet, der sich jedoch nur für 18 Stunden in dem Becken aufhielt. Nach der Saison wurden die Namen Violet und William von der Liste der Namen tropischer Wirbelstürme gestrichen.
Während der Saison wurden die tropischen Zyklone offiziell beobachtet von den Tropical Cyclone Warning Centers (TCWC) des Fiji Meteorological Service in Nadi, Fidschi, des Meteorological Service of New Zealand Limited in Wellington, Neuseeland und des Bureau of Meteorology in Brisbane, Australien. Während der Saison beobachtete auch die United States Navy das Wettergeschehen in dem Gebiet und gab durch das Joint Typhoon Warning Center (JTWC) und das Naval Pacific Meteorology and Oceanography Center (NPMOC) inoffizielle Warnungen aus, die für Einrichtungen der Vereinigten Staaten bestimmt sind. Tropische Zyklone zwischen dem Äquator und 25° S wurden durch das TCWC Nadi überwacht, diejenigen südlich des 25. Breitengrades fielen unter die Zuständigkeit des TCWC Wellington. Das JTWC gab Warnungen zu allen tropischen Zyklonen zwischen 160° O und dem 180. Längengrad aus, während das NPMOC für tropische Zyklone zwischen 180° und der Westküste Südamerikas zuständig war. Die TCWCs in Nadi, Wellington und Brisbane wandten alle die australische Wirbelsturmskala an, bei der andauernde Windgeschwindigkeiten über eine Zeitdauer von zehn Minuten festgestellt werden, während JTWC und NPMOC die andauernden Windgeschwindigkeit in einer einminütigen Dauer ermitteln und die Saffir-Simpson-Hurrikan-Windskala nutzen.

## Saisonüberblick
Die Saison als Ganzes war eine derjenigen mit der den niedrigsten Aktivitäten, seit die Aufzeichnungen in diesem Entstehungsgebiet begonnen haben. Offiziell haben sich im Südpazifik nur drei tropische Zyklone gebildet. Der erste tropische Zyklon der Saison bildete sich am 12. November als tropische Depression und erhielt am 14. November den Namen Vania. Dieser Zyklon beendete eine lange Trockenperiode in Vanuatu, bevor er sich nordöstlich von Neukaledonien auflöste. Das Becken blieb ruhig bis zum 13. Dezember, als sich die tropische Depression 04P östlich der Salomonen bildete, bevor sie Auswirkungen auf Fidschi und Tonga hatte. Eine ungewöhnliche tropische Zyklogenese fand in den letzten Tagen des Jahres 1994 statt, als sich nordöstlich von Amerikanisch-Samoa der Tropische Zyklon William bildete. Während seiner Existenz zog William nach Südosten und wirkte sich auf Französisch-Polynesien und die Cookinseln aus, bevor der Sturm am 3. Januar seine tropischen Eigenschaften verlor. Nachdem William am 5. Januar das Becken verlassen hatte, blieben die Tropen bis zum 6. März ruhig. An dem Tag überquerte der Schwere tropische Zyklon Violet aus der australischen Region in den Südpazifik und wurde so zum stärksten tropischen Wirbelsturm der Saison, bevor der Zyklon zurückkurvte in das Verantwortungsgebiet des TCWC Brisbane. Die tropische Depression 18P entwickelte sich schließlich am 16. März in der Nähe von Fidschi, bevor sie sich am nächsten Tag südöstlich des Inselstaates auflöste.
Die Namen William und Violet wurden nach der Saison von der Namensliste für tropische Wirbelstürme gestrichen. Die World Meteorological Organization machte im Juni 1995 das TCWC Nadi zu einem Regional Specialized Meteorological Center.

## Stürme

### Tropischer Zyklon Vania
Am 12. November meldete das TCWC Nadi, dass sich innerhalb eines bestehenden Gebietes mit Konvektion eine tropische Depression gebildet hat und das 795 km nordöstlich von Port Vila der Hauptstadt von Vanuatu. Als das System nach Südwesten zog, intensivierte es sich stetig, bevor es am nächsten Tag vom JTWC als Tropischer Zyklon 01P klassifiziert wurde, dessen einminütigen andauernden Windgeschwindigkeiten äquivalent zu einem tropischen Sturm waren. Früh am 14. November stellte das TCWC Nadi fest, dass das System, das vom JTWC unter der Bezeichnung 01P geführt wurde, sich zu einem Kategorie-1-Zyklon intensiviert hatte und vergabe deswegen den Namen Vania. Im Tagesverlauf intensivierte sich Vania weiter und zog immer noch in Richtung Südwesten, bevor der Zyklon am nächsten Tag auf die Insel Efate, Vanuatu traf. Kurz vor dem Landfall berichtete das TCWC Nadi, dass Vania sich zu einem Kategorie-2-Zyklon intensiviert hatte. Die Meteorologen in Nadi stellten die zehnminütige Spitzenwindgeschwindigkeit mit 100 km/h fest, das JTWC zeichnete einminütige Spitzenwindgeschwindigkeiten von 110 km/h auf.
Vania verließ den Archipel Vanuatus. Danach zog der Zyklon zunächst weiter südwärts, bevor er eine Kurve einschlug und nach Nordwesten strebte. Während des 16. November gelangte der Sturm unter Einfluss von Windscherung und begann, sich rasch abzuschwächen. Am nächsten Tag gab das JTWC in Honolulu die letzte Warnung zu Vania aus, weil sich das System zu einer tropischen Depression abgeschwächt hatte. Das TCWC Nadi beobachtete Vania noch einige Stunden länger und veröffentlichte die letzte Warnung in der Frühe des 18. November, als sich das System nördlich von Neukaledonien auflöste. In Vanuatu wurden nur geringe Schäden in der Landwirtschaft und an Buschhütten berichtet. Es wurden keine Verluste an Menschenleben gemeldet. Weil Vania am 15. November Auswirkungen auf Teile des Inselstaates hatte, mussten die Abstimmungen in den Provinzwahlen um 24 Stunden verlängert werden.

### Tropische Depression 04P
Am 13. Dezember begann die US Navy mit der Beobachtung einer Zone mit gestörtem Wetter, die sich etwa 720 km östlich von Honiara in den Salomonen befand. An diesem Tag begann auch das TCWC Nadi mit der Beobachtung des in Richtung Fidschis ziehenden Systems als tropische Depression. Im Laufe der nächsten Tage zog die Depression weiter nach Südosten in Richtung Fidschi und entwickelte sich dabei stetig weiter. Am 15. Dezember begann das NPMOC mit der Ausgabe von Sturmwarnungen und klassifizierte das System als 04P. Es befand sich zu diesem Zeitpunkt etwa 110 km nordöstlich von Labasa, Fidschi. Im Tagesverlauf meldete das NPMOC, dass das System sich zu einem tropischen Sturm entwickelt hatte, der einminütige Windgeschwindigkeiten von 65 km/h erreichte. Der Sturm hatte Auswirkungen auf mehrere der Fidschi-Inseln, darunter Vanua Levu und Thikombia. Am 16. Dezember zog der Sturm weiter nach Südosten und begann sich auf Tonga auszuwirken, bevor das NPMOC die letzte Sturmwarnung ausgab, weil sich das System in eine tropische Depression abgeschwächt hatte. Am nächsten Tag gelangte das System in das Verantwortungsgebiet des TCWC Wellington und wurde dort für außertropisch erklärt.

### Tropischer Zyklon William
Am 30. Dezember meldete das TCWC Nadi, dass sich rund 860 km nordöstlich von Pago Pago in Amerikanisch-Samoa eine tropische Depression gebildet hat. Am nächsten Tag, als die Depression weiter nach Südosten zog, entwickelte diese sich stetig und wurde vom NPMOC als Tropischer Zyklon 05P klassifiziert, mit Windgeschwindigkeiten, die denen eines tropischen Tiefdruckgebietes entsprachen. Die Meteorologen der Fiji Meteorological Service vermeldeten früh am 1. Januar die Intensivierung der Depression in einen tropischen Kategorie-1-Zyklon, doch vergaben sie den Namen William erst später im Tagesverlauf. Während des Neujahrtages intensivierte sich das System weiter und zog nach Südosten. TCWC Nadi stufte William früh am 2. Januar in die Kategorie 2 hoch, während der Zyklon nahe an den südlichen Cookinseln vorüberzog. Zu diesem Zeitpunkt meldete das NPMOC, dass Zyklon William mit andauernden einminütigen Windgeschwindigkeiten von 120 km/h seine größte Stärke erreicht habe. Die Zuggeschwindigkeit nach Südosten nahm im Tagesverlauf zu. Später gab das TCWC Nadi bekannt, dass Zyklon William seine größte Stärke mit zehnminütigen andauernden Windgeschwindigkeiten von 110 km/h erreicht habe, während der Sturm Auswirkungen auf Teile Französisch-Polynesiens hatte.
Im Laufe des 3. Januar bewegte sich Zyklon William weiter rasch Richtung des südöstlichen Pazifischen Ozeanes und begann mit der Transition in eine außertropische Zyklone. Das System überquerte den 25. südlichen Breitengrad und gelangte somit in das Verantwortungsgebiet des TCWC Wellington. Zu diesem Zeitpunkt gab das NPMOC seine letzte Warnung zu William aus, da der Sturm vollständig seine tropischen Eigenschaften verloren hatte. Williams Resttief wurde vom TCWC Wellington noch bis zum 5. Januar verfolgt, als es ostwärts aus dem südpazifischen Becken herauswanderte. Auf den Cookinsel zerstörte William einen Damm zu einem Touristenresort auf Aitutaki und beschädigte Häuser, Früchte und Kokosbäume. Die gesamten Sachschäden durch den Zyklon wurden auf 2,5 Millionen US-Dollar veranschlagt.
Ungewöhnlich ist die tropische Zyklogenese des Sturmes nordöstlich von Amerikanisch-Samoa. Dies erfolgt üblicherweise nur während des Vorkommens eines El Niño.

### Schwerer tropischer Zyklon Violet
Um 00:00 UTC, (12:00 FST) am 6. März stellten das TCWC Brisbane und das JTWC fest, dass der Schwere tropische Zyklon Violet etwa 700 km südwestlich von Nouméa, Neukaledonien in das südpazifische Becken gelangte. Doch schon zwölf Stunden später, nach einer Rechtskurve, war Violet zurück in der australischen Region.

### Tropische Depression 18P
Am 15. März begann die US Navy mit der Beobachtung eines Gebietes mit gestörtem Wetter, das sich etwa 245 km nordöstlich von Nadi, Fidschi gebildet hatte. Während des Tages bewegte sich das System nach Südosten und entwickelte sich stetig weiter, während es an der Südküste von Viti Levu entlangzog. Im Laufe des nächsten Tages begann das NPMOC mit der Ausgabe von Warnungen zu dem System und klassifizierte es als Tropischen Zyklon 18P, der einminütige Windgeschwindigkeiten von 55 km/h erreichte. Am 17. März intensivierte sich die Depression nicht weiter, während es weiter nach Südosten zog. Das NPMOC gab im Tagesverlauf die letzte Warnung zu 18P aus, weil sich das System etwa 960 km südöstlich von Nuku'alofa, Tonga aufgelöst hatte.

## Saisonauswirkungen
Die Tabelle nennt alle Sturmsystem, die sich im südpazifischen Becken während der Saison 1994–1995 gebildet haben. Sie schließt deren Intensität auf der australischen Zyklonskala ein sowie die Dauer, die betroffenen Gebiete, die Zahl der Opfer und die Höhe der gemeldeten Sachschäden. Für die meisten der genannten Stürme stammen diese Informationen aus den Archiven der TCWCs Nadi und Wellingtons, doch für 04P und 18P wurden die Daten dem Archiv des JTWC entnommen. Die Windgeschwindigkeiten für diese beiden Stürme beruhen daher auf einminütigen Messungen.
|           | Sturm- name | aktiv von bis          | Sturmeinstufung beim Höhepunkt | 10-minütige Windgeschwindigk. | Luftdruck hPa | betroffene Gebiete                 | Schaden (USD) | Tote      | Anm.         |
| --------- | ----------- | ---------------------- | ------------------------------ | ----------------------------- | ------------- | ---------------------------------- | ------------- | --------- | ------------ |
| 01P       | Vania       | 12.–18. November       | Kategorie-2-Zyklon             | 100 km/h                      | 980 hPa       | Vanuatu                            | Minimal       | Keine     | [ 5 ] [ 12 ] |
| 04P       | –           | 15.–21. Dezember       | Tropische Depression           | 65 km/h                       | 997 hPa       | Fidschi, Tonga                     | Unbekannt     | Unbekannt | [ 2 ]        |
| 05P       | William     | 30. Dezember–3. Januar | Kategorie-2-Zyklon             | 110 km/h                      | 975 hPa       | Cookinseln, Französisch-Polynesien | 2,5 Millionen | Keine     | [ 5 ] [ 17 ] |
| 14P       | Violet      | 6. März                | Kategorie-3-Zyklon             | 130 km/h                      | 965 hPa       | Keine                              | Keine         | Keine     | [ 5 ]        |
| 18P       | –           | 16.–17. März           | Tropische Depression           | 55 km/h                       | 1000 hPa      | Keine                              | Keine         | Keine     | [ 2 ]        |
| 5 Systeme | 5 Systeme   | 23. November–17. März  |                                | 130 km/h                      | 965 hPa       |                                    |               |           |              |